# Bonaventura Belluto
Bonaventura Belluto, o Belluti (Catania, 1600-1603 – Catania, 18 maggio 1676), è stato un filosofo, teologo e francescano italiano.

## Vita
Nato da distinta e facoltosa famiglia, studiò diritto civile all'Università di Catania. Entrato nell'Ordine dei Frati Minori Conventuali nel 1621, emise la professione religiosa l'anno successivo. A Roma studiò teologia presso il Collegio sistino di San Bonaventura dove conobbe il confratello p. Bartolomeo Mastri di Meldola del quale divenne compagno indivisibile di studio e di lavoro come reggente dell'Università di Cesena, quindi a Perugia e poi a Padova (1638-1641). Durante questo periodo, entrambi operarono per il rinnovamento della tradizione e per una nuova interpretazione della dottrina scotista tale da soddisfare la nuova cultura religiosa dell'epoca.
Nel 1637 Bonaventura pubblicò a Roma con la collaborazione di Bartolomeo Mastri il primo volume di filosofia scolastica, dal titolo: Disputationes in Aristotelis libros physicorum, quibus ab adversantibus... Scoti philosophia vindicatur che aveva il fine di essere diffuso nelle scuole francescane per far conoscere la filosofia di Duns Scoto difendendola dalle critiche dei tomisti e dai travisamenti operati da altri interpreti tra i quali i gesuiti.
Successivamente i due pubblicarono un piccolo trattato di logica Institutiones logicae, quae vulgo Summulas, vel logicam parvam nuncuparunt (Venezia, 1646)
Ad opera dei due teologi fu pubblicato un  Cursus integer philosophiae ad mentem Scoti che riuniva le Disputationes del 1637, le Disputationes in libros de coelo et de metheoris, le Disputationes in libros de generatione et corruptione e le Disputationes in libros de anima. Il Cursus era un'opera,con fini esclusivamente didattici e divulgativi del pensiero scotista, dove mancava ogni riferimento alla cultura filosofica e scientifica contemporanea.
Nel 1641 alla fine della comune reggenza a Padova i due teologi si separarono: Bonaventura tornò a Catania dove dal 1645 al 1647 fu Ministro provinciale di Sicilia e di Malta, distinguendosi per intelligenza e saggezza di governo. In questo periodo esercitò anche la carica di consultore e censore per l'Inquisizione.
Nell'ambito del piano di rinnovamento del pensiero di Duns Scoto oltre all'insegnamento della sua filosofia i due teologi progettarono un corso di teologia che Mastri sviluppò con il trattato De Deo in se mentre Belluto continuava negli ultimi anni di vita l'elaborazione dell'opera De Deo homine della quale fu pubblicata solo la parte riguardante le Disputationes de Incarnatione dominica ad mentem Doctoris subtilis.
Tema specifico della teologia di Belluto era quello della predestinazione di Maria: argomento questo che non apparteneva alla dottrina di Duns Scoto ma che Belluto cercò di risolvere applicando i principi del maestro nel senso che applicò «alla predestinazione della Vergine Maria la dottrina scotista della predestinazione assoluta di Cristo» .